# Manoel Moreira (político)
Manoel Moreira de Araújo Filho (Vitorino Freire, 28 de agosto de 1949 — Brasília, 6 de agosto de 2017) foi um político brasileiro. Exerceu o mandato de deputado federal constituinte em 1987  e de deputado federal em 1991 , filiando-se aos partidos MDB, PMDB e PP ao longo de suas atividades políticas. Filho de Manuel Moreira de Araújo e Laudelina Alves de Araújo, formou-se em Economia pela PUC-Campinas. Foi casado durante 19 anos com Marinalva Soares da Silva, com quem teve três filhos. Posteriormente, uniu-se em segundas núpcias com Maria Isabel Fuzaro Moreira de Araújo. 

## Carreira
No ano de 1974, deu início ao curso de economia, pela Pontifícia Universidade Católica de Campinas (PUC-Campinas), do qual concluiu os estudos em 1978. Dois anos depois, foi eleito vereador pelo Movimento Democrático Brasileiro (MDB), em oposição ao regime militar que havia sido estabelecido no Brasil em 1964, tomando posse em fevereiro de 1977. 
Filiou-se ao sucessor do MDB em 1979, o Partido do Movimento Democrático Brasileiro (PMDB), exercendo a função de diretor de finanças da Câmara Municipal de Indaiatuba (SP). Posteriormente, ainda pelo PMDB, assumiu os cargos de secretário municipal de Administração e de Finanças em Campinas, até o ano de 1982, quando uniu-se ao senador e governador Franco Motoro e elegeu-se deputado estadual de São Paulo. Ao longo de seu mandato, destacou-se na atuação de titular das Comissões de Administração Pública, de Fiscalização e Controle de Administração Direta e Indireta, de Cultura, Ciência, Tecnologia e Sistematização; e presidente da Comissão de Economia e Planejamento da Assembleia Legislativa. Participou do I Congresso Ibero-Americano sobre Forças Armadas, no Instituto de Cooperação Ibero-Americana em Madri, no ano de 1985. 
Iniciou suas atividades na Assembleia Nacional Constituinte quando conseguiu se eleger como deputado federal constituinte nas eleições de 1986, assumindo o cargo no ano seguinte. Exerceu os cargos de titular da Comissão de Sistematização e suplente da Subcomissão do Poder Executivo. Dentre os principais temas votados na Assembleia, pronunciou-se a favor da unicidade sindical, voto aos 16 anos, jornada semanal de 40 horas com turno ininterrupto de seis horas e limitação do direito de propriedade privada. Em contrapartida, votou contra a pena de morte, a legalização do aborto e a estabilidade para o funcionalismo público. Com a promulgação da nova Carta Constitucional, em 5 de outubro de 1988, voltou a participar das atividades legislativas ligadas à Câmara dos Deputados, como vice-líder do PMDB e membro titular nas comissões da Defesa Nacional e de Trabalho, Administração e Serviço Público, e da Comissão Mista do Orçamento. 
Apesar de não ter conseguido atingir a eleição ao cargo de prefeito de Campinas, foi reeleito como deputado federal em 1990. Dois anos depois, foi um dos votos a favor do processo de impeachment do presidente Fernando Collor de Melo, acusado de ter realizado crimes de responsabilidade ligados ao esquema de corrupção liderado pelo ex-tesoureiro de sua campanha presidencial, Paulo César Farias. 
O economista José Carlos Alves citou o nome de Manoel Moreira na lista dos sete integrantes que estariam envolvidos no esquema de corrupção ocorrido na Comissão de Orçamento entre o final dos anos 80 e começo dos 90, e que obteve dimensões de âmbito nacional. O caso que ficou conhecido como "anões do Orçamento" envolveu o nome do deputado após sua ex-mulher Marinalva Soares da Silva apresentar provas documentais ao inquérito responsável pelas investigações das denúncias (denominado CPI do Orçamento). Ele teve que responder pelo aumento irregular do patrimônio feito através da compra de imóveis, fazendas e participação acionária na empresa; inclusão de um incentivo de milhões de reais no orçamento da União destinados a 21 instituições de ensino; sonegação de impostos; envolvimento com empreiteiras, como a Servaz, FGR e OAS, em troca de benefícios políticos e econômicos; e o envolvimento num esquema de "lavagem" de dinheiro. A divulgação do escândalo envolvendo seu nome na mídia resultou na perda do apoio político que tinha de seu sogro, o pastor Marinésio Soares da Silva, e na renúncia de seu mandato em 23 de março de 1994. 
No final do ano de 1993, outro inquérito foi aberto contra o deputado e também contra o Instituto de Estudos Políticos, Econômicos e Sociais (IEPES), desta vez pelo Ministério Público de São Paulo. Entre o período de dezembro de 1987 e abril de 1988, o Banco do Estado de São Paulo (Banespa) teria concedido ao parlamentar empréstimos ilegais, utilizados para a diminuição de 64% no pagamento da dívida que ele tinha com o banco. 
Após responder a diversos inquéritos da CPI do Orçamento, voltou a Campinas para trabalhar como consultor empresarial e estudar Direito. 
Em 1998, lançou sua candidatura pelo PMDB para uma cadeira na Assembleia Legislativa de São Paulo, mas não obteve êxito.             
Exerceu o cargo de diácono na Igreja Evangélica da Assembleia de Deus, de Campinas. 
Nas eleições de 2010, tentou candidatar-se ao cargo de deputado federal em São Paulo, pelo Partido Progressista (PP). Entretanto, sua tentativa não foi bem sucedida e ele não foi eleito. 
Morreu em 6 de agosto de 2017, aos 67 anos.